# Palazzo Buonsignori
Palazzo Buonsignori (o Bonsignori o Bonsignore) si trova a Siena in via San Pietro. Con palazzo Brigidi ospita la Pinacoteca nazionale di Siena.

## Storia e descrizione
Costruito dopo il 1440 per il banchiere Giovanni Bichi di Guccio è un grande edificio tardogotico, tra i più bei palazzi privati della città. Nel 1459 fu venduto ai Tegliacci, per poi essere acquistato nel 1476 dai Bonsignori, il cui ultimo erede lasciò Siena. La facciata, in laterizio, è merlata (a merli guelfi) ed ha un basamento in pietra a forma di sedile. Due ordini di trifore eleganti decorano i piani superiori, separate da un cornicione ad archetti pensili.  
Fu restaurato nell'Ottocento, secondo lo spirito purista. 

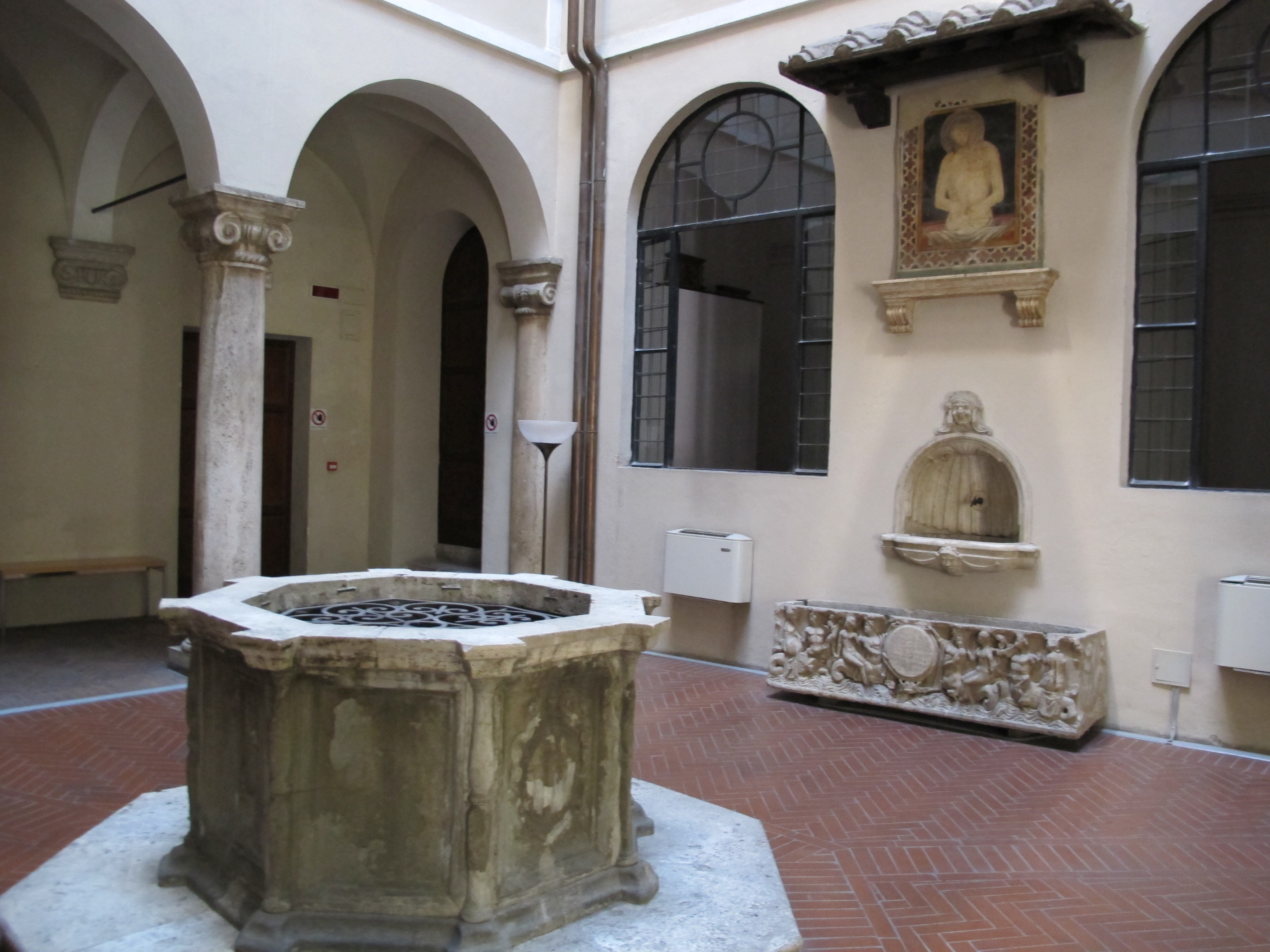
Il cortile
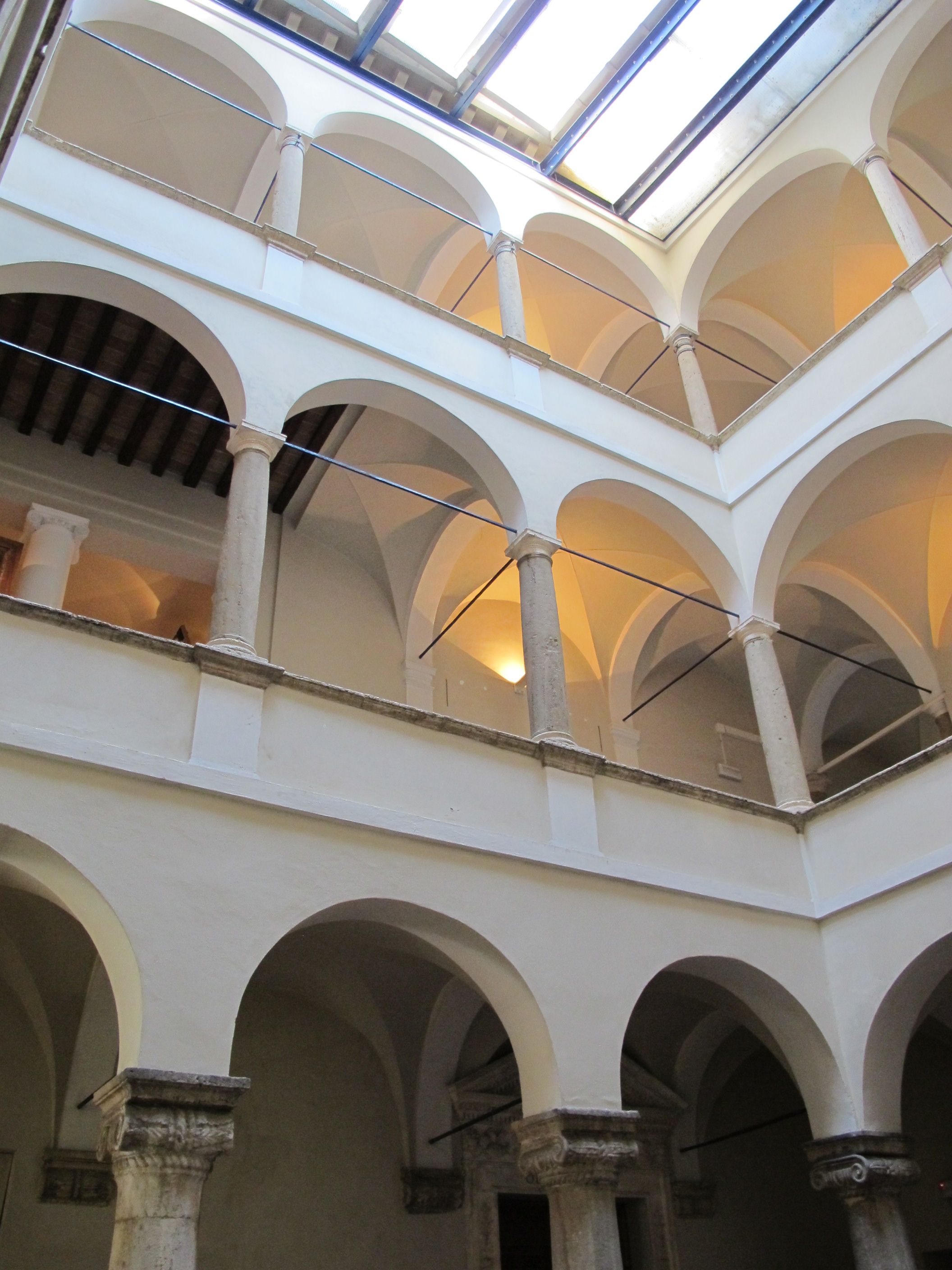
Il cortile
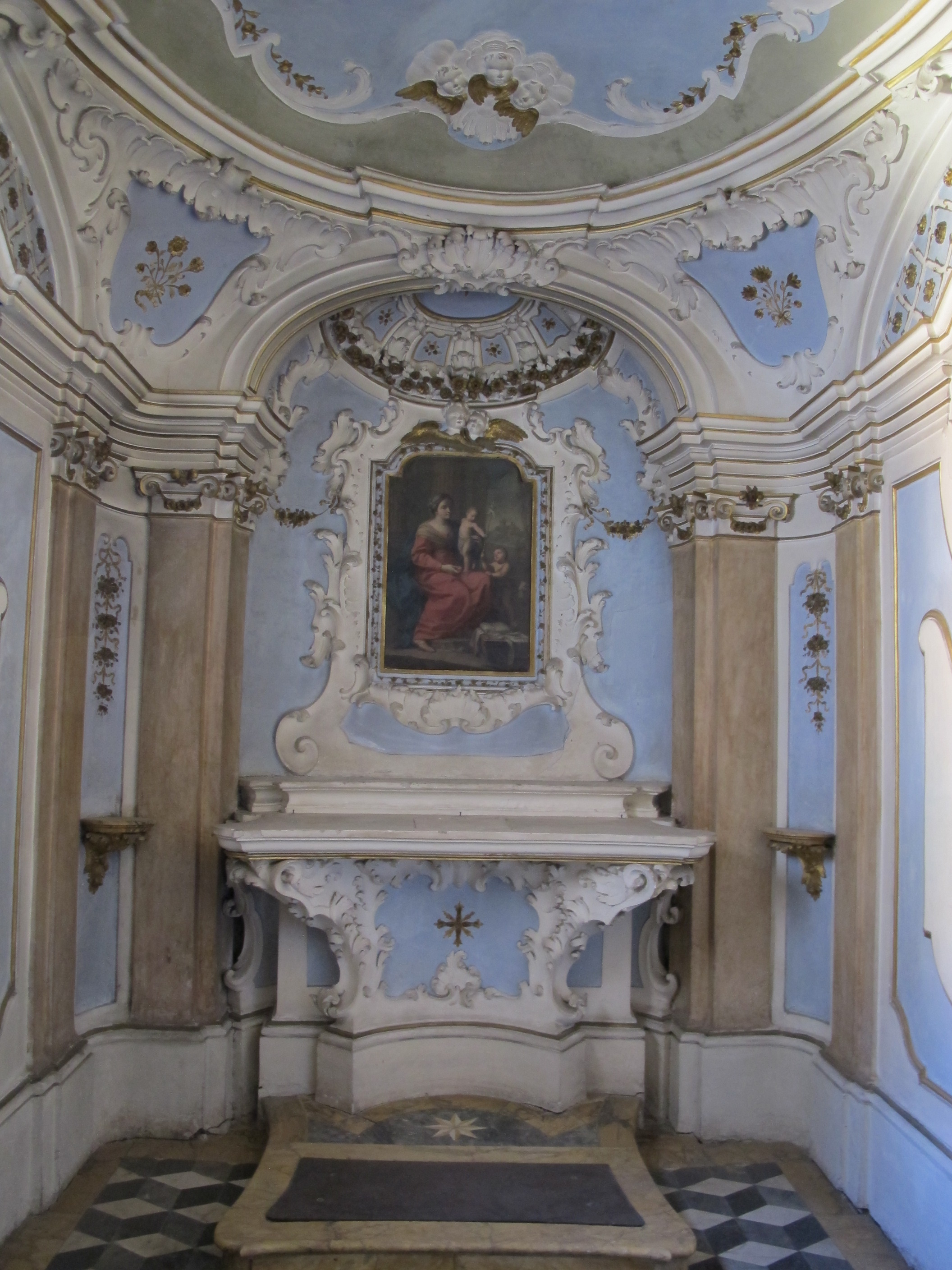
La cappellina